# Пилюльница
Пилюльница (лат. Pilularia) — род папоротников семейства Марсилиевые (Marsileaceae), распространённых в северных умеренных регионах, горах Эфиопии и в южном полушарии в Австралии, Новой Зеландии и западной части Южной Америки.
По разным классификациям род содержит от 3 до 6 видов небольших растений с нитевидными листьями и ползучими корневищами. Спорангий образуется в сферических спорокарпах, формирующихся в пазухах листьев. Pilularia minuta из юго-западной Европы является одним из самых маленьких папоротников.

## Виды
Согласно недавним исследованиям к роду принадлежат 4 вида, а также P. novae-zealandiae, являющийся конспецифическим с P. novae-hollandiae. Кроме этого, был описан вид из Южной Африки P. dracomontana. 
К роду относят:
- Pilularia americana A.Braun
- Pilularia bokkeveldensis N.R.Crouch
- Pilularia globulifera L. — Пилюльница шароносная
- Pilularia minuta Durieu
- Pilularia novae-hollandiae A.Braun
- Pilularia dracomontana N.R.Crouch & J.Wesley-Smith